# Lord of the Dance

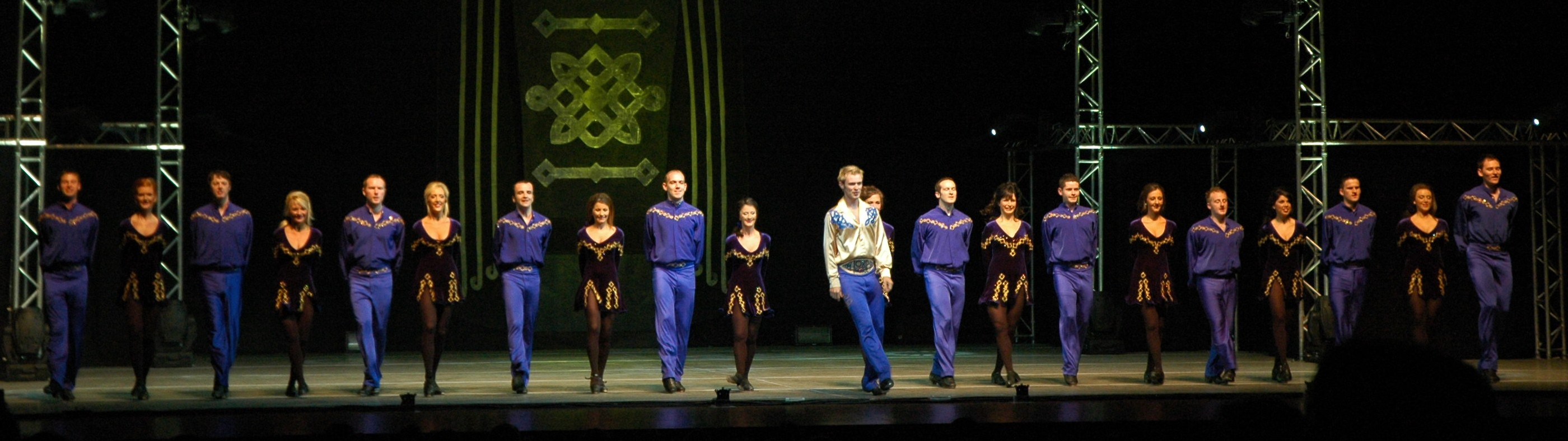
První díl představení nazvaný "Cry Of The Celts".

Lord of The Dance je irské folkové hudební a taneční představení (show) vytvořené americkým tanečníkem jménem Michael Flatley.
Jeho hudba a tanec je založena na tradičním irském folklóru, obohaceném o rychlejší popové melodie, moderní tanec a step. "Lord of the dance" měl premiéru 2. července 1996 v the Point Theatre v Dublinu a od té doby se stalo toto představení mezinárodně proslulým a show se stala světoznámým fenoménem.
Dalšími představeními z dílny Michaela Flatleyho jsou Celtic tiger a Riverdance. Lord of the dance byl v novější a rozšířenější podobě předveden i 25. července 1998 v londýnském Hyde Parku pro 50 000 lidí jako Feet of Flames.